# Давыдов, Александр Александрович
Алекса́ндр Алекса́ндрович Давы́дов (1810 — 18 декабря 1885) — адмирал российского императорского флота (1885).

## Биография
Александр Давыдов родился в 1810 году. 15 июня 1826 году был произведён в чин гардемарина и в том же году находился в учебном плавании в Финском заливе. В следующем году на линейном корабле «Гангут» совершил плавание из Кронштадта в Портсмут, затем на 74-пушечном корабле «Св. Андрей» возвратился в Кронштадт.
20 марта 1829 года Давыдов был произведён в чин мичмана с переводом на Черноморский флот.
В 1833 году был произведён в лейтенанты и в следующую компанию находился в плавании на Чёрном море на корабле «Память Евстафия».
20 октября 1843 года был назначен старшим адъютантом главного командира Астраханского порта, а в 1847 году был произведён в чин капитан-лейтенанта. 15 декабря 1848 года награждён орденом Св. Анны III степени. 7 декабря 1853 года награждён орденом Св. Анны II степени.
В 1855 году был произведён в чин капитана 2-го ранга и командирован в С.-Петербург для подробного осмотра новых приспособлений по артиллерии на кораблях и канонерских лодках. 26 мая 1856 года был назначен дежурным штаб-офицером штаба главного командира Астраханского порта, а 26 августа произведён в чин капитана 1-го ранга. В 1857 году пожалован персидским орденом Льва и Солнца II класса. В 1858 году награждён орденом Св. Владимира IV степени.
19 октября 1859 года назначен командиром 46-го флотского экипажа. 10 октября 1861 года назначен командиром 44-го флотского экипажа. 23 марта 1864 года назначен командиром 1-го Каспийского флотского экипажа. 1 января 1865 года назначен начальником Бакинской морской станции. 6 декабря 1865 года назначен командиром Бакинского порта. 28 октября 1866 года был произведён в чин контр-адмирала с отчислением от должности командира порта.
С 1 января 1872 года состоял по Морскому министерству с награждением орденом Св. Анны I степени, а 8 апреля следующего года назначен директором инвалидного дома императора Павла I с производством 1 января 1874 года в чин вице-адмирала. 18 марта 1885 года зачислен по флоту, а 8 апреля произведен в адмиралы с увольнением в отставку.

## Семья
Жена — Екатерина Григорьевна Басаргина, дочь вице-адмирала Григория Гавриловича Басаргина и Анны Карловны фон Краббе. Упомянута в путевых записках Дюма-отца как весьма образованная дама, знакомая с французской литературой. В 1856 г. супруги Давыдовы крестили в Омске племянника — Михаила Врубеля. Дети: Георгий, Ольга, Вера (жена профессора Эрнеста Радлова).